# Королевские военно-воздушные силы Канады
Королевские военно-воздушные силы Канады (англ. Royal Canadian Air Force (RCAF), фр. Aviation royale canadienne) — военно-воздушные силы Канады с 1924 года по настоящее время. Являются одним из трёх родов Канадских вооружённых сил. По данным на 2013 год Королевские военно-воздушные силы Канады эксплуатируют 258 пилотируемых летательных аппаратов и 9 БПЛА, состоят из 13 000 служащих в регулярной армии и 2400 служащих запаса, поддерживаемых 2000 гражданскими лицами. По состоянию на август 2022 года генерал-лейтенант Эрик Кенни (англ. Eric Kenny) является командующим Королевскими военно-воздушными силами Канады и начальником штаба ВВС.
Королевские военно-воздушные силы Канады отвечают за все полёты летательных аппаратов Канадских вооружённых сил, за безопасность воздушного пространства Канады, предоставляют самолёты для поддержки Королевского канадского военно-морского флота и Армии Канады. Являются партнёром Военно-воздушных сил США в защите воздушного пространства континента Северная Америка с помощью системы Командование воздушно-космической обороны Северной Америки (НОРАД). Обеспечивают также основные воздушные ресурсы и отвечают за Национальную программу поисково-спасательной службы.
Ведут свою историю с Канадских ВВС, которые образованы в 1920 году. Канадские ВВС были включены в Министерство национальной обороны в 1923 году, и им было присвоено королевское имя в 1924 году королём Георгом V.
В 1968 году были соединены с Королевским канадским военно-морским флотом и Армией Канады, став частью объединения Канадских вооружённых сил. Военно-воздушные силы были разделены между несколькими различными командованиями: Командованием ПВО (ADC; перехватчики), Командованием транспортной авиации (ATC; авиаперевозки, поисково-спасательные службы), Мобильным командованием (истребители, вертолёты), Морским командованием (морские противолодочные и патрульные самолёты), а также Обучающим командованием (TC).
В 1975 году некоторые из этих командований (ADC, ATC, TC) были расформированы, а все авиационные формирования объединены в новое командование, названное Авиационным (AIRCOM). В августе 2011 года Авиационному командованию возвращено название «Канадские королевские ВВС». Королевские военно-воздушные силы Канады принимали участие во Второй мировой войне, Корейской войне, первой войне в Персидском заливе, нескольких миротворческих миссиях Организации Объединённых Наций и операциях НАТО. Как член НАТО, ВВС поддерживали своё присутствие в Европе во второй половине XX века.

## История

### 1920–1968
Канадские ВВС были созданы в 1920 году в качестве преемника недолго существовавших ВВС из двух эскадрилий, образовавшихся во время Первой мировой войны в Европе, названных Канадскими ВВС. Новые ВВС, управляемые Авиационным Советом, были в значительной степени ориентированы на гражданские операции, такие как лесоводство, геодезия и патрулирование для борьбы с контрабандой. В 1923 году Авиационный Совет вошёл в Министерство национальной обороны, и год спустя Канадские ВВС получили королевский титул, став Королевскими военно-воздушными силами Канады. ВВС пострадали от бюджетного сокращения в начале 1930-х, но стали модернизироваться в это десятилетие. Однако к концу 1930-х годов ВВС не рассматриваются в качестве основной военной силы. С реализацией Плана Британского Содружества по авиационной подготовке во время Второй мировой войны ВВС были значительно расширены и стали четвёртыми по величине среди ВВС союзников. Во время войны ВВС были вовлечены в операции в Великобритании, в Северо-Западной Европе, Северной Атлантике, Египте, Италии, на Сицилии, Мальте, Шри-Ланке, в Индии, Мьянме, и в обороне своей страны.
После войны ВВС уменьшили свою мощь. Из-за роста угрозы со стороны Восточного блока для безопасности Европы Канада вступила в НАТО в 1949 году, и в ВВС создана 1-я Канадская авиационная дивизия, состоящая из четырёх крыльев по три истребительных эскадрильи каждое, дислоцирующаяся во Франции и Западной Германии. В 1950 году ВВС были вовлечены в перевозку войск и грузов на Корейской войне, но не участвовали в бомбардировках и воздушных боях. Офицеры ВВС служили в ВВС США по обмену, некоторые летали в бой и имели на своём счету несколько сбитых советских МиГ-15. В то же время, линия Пайнтри, Среднеканадская линия и линия «Дью» радиолокационных станций, в основном обслуживаемые ВВС, были построены по всей Канаде из-за растущей советской ядерной угрозы. В 1957 году Канада и Соединённые Штаты создали объединённое Командование воздушно-космической обороны Северной Америки (NORAD). Береговая оборона и операции по поддержанию мира стали приоритетами ВВС в 1950-е и 1960-е годы.

### 1968–н. в.
В 1968 году при либеральном премьер-министре Лестере Пирсоне Королевский канадский военно-морской флот, Королевские военно-воздушные силы Канады и Армия Канады были объединены в формирование Канадских вооружённых сил, единую командную структуру под началом Министерства национальной обороны, в то время возглавляемым министром национальной обороны Полом Хеллайером. При слиянии сохранились несколько существующих формирований и созданы несколько новых: в Европе 1-я Канадская авиационная дивизия, действовавшая истребителями-бомбардировщиками с ядерным оружием Canadair CF-104 Starfighter и самолётами-разведчиками в составе Четвёртого объединённого тактического авиационного командования НАТО, ПВО, действовавшее перехватчиками McDonnell CF-101 Voodoo, зенитными комплексами CIM-10 Bomarc и радиолокационной системой SAGE в составе Командования воздушно-космической обороны Северной Америки, военно-транспортная авиация, обеспечивавшая воздушные перевозки для миротворческих миссий Организации Объединённых Наций и операций НАТО, Обучающее командование. Авиация Канадского королевского военно-морского флота была объединена с дальними патрульными самолётами CP-107 Argus ВВС в новое Морское командование. В 1975 году разные командования и рассеянные авиационные формирования были консолидированы в рамках Авиационного командования (AIRCOM).
В начале 1990-х годов Канада выделила отряд CF-18 Hornet для противовоздушной обороны в Операции «Щит пустыни». При выполнении боевого воздушного патрулирования в операциях в Кувейте и Ираке, предприняли ряд бомбовых ударов по наземным целям, и, в одном случае, атаковали иракское патрульное судно в Персидском заливе.
В конце 1990-х годов CF-18 Hornet приняли участие в Операции «Обдуманная сила» в Югославии, а в 2000-х годах ВВС активно участвовали в Войне в Афганистане, перевозили войска и оружие в Кандагар. Позднее было создано крыло специального назначения — Крыло Объединённой оперативной группы в Афганистане, имевшее на вооружении несколько вертолётов CH-146 Griffon и CH-147 Chinook, CC-130 Hercules и арендованные БПЛА CU-170 Heron, для поддержки миссий Вооружённых сил Канады и Международных сил содействия безопасности. Крыло расформировано 18 августа 2011 года.
С 18 марта по 1 ноября 2011 года ВВС были заняты в Операции «Мобайл», канадском вкладе в Операцию «Союзный защитник» НАТО в Ливии. Семь истребителей CF-18 Hornet и несколько других самолётов ВВС в составе Оперативной группы «Либеччо» участвовали в военной интервенции.
16 августа 2011 года Правительство Канады объявило о возвращении Авиационному командованию оригинального исторического имени: Королевские военно-воздушные силы Канады (вместе с переименованием Морского командования в Королевский канадский военно-морской флот и Командования сухопутных войск в Армию Канады). Изменение было сделано для лучшего отражения канадских военных достижений и единообразия с другими странами Содружества наций, использующих в названии военных формирований титул «королевский». Новые ВВС получили в 2013 году новую эмблему, похожую на эмблему, существовавшую до объединения вооружённых сил. Был сохранён девиз Авиационного командования — лат. Sic itur ad astra, который был девизом Канадских ВВС, впервые сформированных после Первой мировой войны (прежде, чем они стали Королевскими военно-воздушными силами Канады в 1924 году). Не была восстановлена традиционная униформа и воинские звания исторической службы.

## Летательные аппараты
Королевские военно-воздушные силы Канады имеют на вооружении 267 летательных аппаратов, что делает их шестыми по величине военно-воздушными силами в Северной и Южной Америке, после Военно-воздушных сил США, Военно-морских сил США, Армии США, Корпуса морской пехоты США и Военно-воздушных сил Бразилии.

### Самолёты
Airbus CC-150 Polaris
Подержанные самолёты приобретены в 1992 году в качестве дальнемагистральных транспортных самолётов. Два были переоборудованы для дозаправки в воздухе истребителей CF-18, которая стала невозможной после снятия с вооружения заправщиков Boeing CC-137, и получили обозначение CC-150T. Один самолёт переделан в VIP-самолёт для правительственных чиновников. Всего на вооружении пять CC-150.
Boeing CC-17 Globemaster III
Четыре дальнемагистральных транспортных самолёта приняты на вооружение в 2007—2008 годы.
Bombardier CC-144 Challenger
Канадский бизнес-джет принят с 1982 по 1985 год как пассажирский и VIP-самолёт. К ранним моделям 600 и 601 в 2002 году добавлены самолёты модели 604. Всего в строю четыре самолёта.
Canadair CT-114 Tutor
Эксплуатируется с 1962 года как основной и дополнительный учебно-тренировочный реактивный самолёт. Первоначально построено 190 самолётов, заменены самолётами CT-156 Harvard II и CT-155 Hawk в 2000 году. В общей сложности 24 самолёта остаются в распоряжении пилотажной группы Канадских вооружённых сил Snowbirds.
DHC CC-115 Buffalo
Двухмоторный пассажирский и грузовой транспортный самолёт сейчас используется для поисково-спасательной службы. Всего в строю шесть самолётов.
DHC CC-138 Twin Otter
Двухмоторный пассажирский транспортный самолёт состоит на вооружении с 1970-х годов. Осталось в строю четыре самолёта.
DHC CT-142 Dash 8
Двухмоторный переделанный лайнер был принят на вооружение в 1987 году в качестве учебно-тренировочного самолёта для обучения штурманов. В строю четыре самолёта.
Lockheed CC-130 Hercules
Четырёхмоторный транспортный самолёт средней дальности «Геркулес» используется в нескольких различных вариантах начиная с 1960 года. В настоящее время используется в основном для поисково-спасательной службы и дозаправки в воздухе. 23 самолёта остаются в строю, пять из которых были переделаны в заправщики.
Lockheed CP-140 Aurora
Четырёхмоторный самолёт для дальней морской разведки и для борьбы с подводными лодками на базе американского Lockheed P-3 Orion. Построено 18 самолётов на базе P-3C Orion, но с более продвинутой электроникой от Lockheed S-3 Viking. Приняты на вооружение в 1980 году, в строю восемнадцать самолётов: три приписаны к 19-му крылу Комокс, и пятнадцать — к 14-му крылу Гринвуд.
Lockheed Martin CC-130J Super Hercules
Четырёхмоторный транспортный самолёт средней дальности. Эти самолёты заменили некоторые «Геркулесы» более ранних версий. В строю 17 самолётов.
McDonnell Douglas CF-18 Hornet
98 одноместных CF-18A и 40 двухместных CF-18B истребителей приняты на вооружение в 1982 году. Семнадцать были потеряны с 1984 года. 77 CF-18 остаются в строю.

### Вертолёты
Bell CH-146 Griffon
Пассажирский транспортный вертолёт, принятый на вооружение в 1995—1997 годах. Эти вертолёты заменили вертолёты Bell CH-139 JetRanger. Развернутые в Афганистане обеспечивали сопровождение вертолётов Boeing CH-147F Chinook, были вооружены 7,62-мм пулемётами Гатлинга Dillon Aero M134D на обеих дверях.
Sikorsky CH-124 Sea King
Палубный вертолёт, предназначенный для борьбы с подводными лодками, который вступил в строй в период с 1963 по 1969 годы.
AgustaWestland CH-149 Cormorant
Трехмоторный поисково-спасательный вертолёт, который заменил вертолёт Boeing Vertol CH-113 Labrador. Четырнадцать вертолётов приняты на вооружение в 2000—2002 годах. Один вертолёт разбился во время учебно-тренировочного полёта.
Boeing CH-147F Chinook
Тяжелый военно-транспортный вертолёт. Пятнадцать машин в строю.

## Самолёты и вертолёты подрядчиков

### Самолёты
BAe CT-155 Hawk
Однодвигательный учебно-тренировочный реактивный истребитель. Самолёты принадлежат компании Bombardier. С 2000 года по контракту используются для Программы лётной подготовки НАТО на территории Канады (NFTC).
Dornier Alpha Jet
Двенадцать бывших учебных самолётов Люфтваффе принадлежат компании Discovery Air Defence Services (DADS), которая с 2005 года по временному контракту c Министерством национальной обороны осуществляет Службу подготовки воздушно-десантных войск. Самолёты базируются на базе 3-го крыла «Баготвилль». Discovery Air Defence Services — принадлежащая и управляемая гражданскими лицами компания, которая предоставляет услуги по воздушно-десантной подготовке в трех основных областях: наведению на цель, включая имитацию самолётов противника и обучение передового поста наведения авиации, буксировку мишеней и РЭБ.
Grob G 120A
Двенадцать самолётов принадлежат компании Allied Wings и с 2005 года по контракту используются для Программы лётной подготовки НАТО на территории Канады (NFTC) в 3-й школе лётной подготовки Канадских вооружённых сил.
Raytheon C-90B King Air
Семь самолётов принадлежат компании Allied Wings и с 2005 года по контракту используются для Программы лётной подготовки НАТО на территории Канады (NFTC) в 3-й школе лётной подготовки Канадских вооружённых сил.
Raytheon CT-156 Harvard II
Одномоторный учебно-тренировочный самолёт, принятый взамен Canadair CT-114 Tutor.  Самолёты принадлежат компании Bombardier. С 2000 года по контракту используются для Программы лётной подготовки НАТО на территории Канады (NFTC) во 2-й школе лётной подготовки Канадских вооружённых сил (2 CFFTS).

### Вертолёты
Bell CH-139 JetRanger
Одномоторный пассажирский и учебно-тренировочный вертолёт. Десять вертолётов принадлежат компании Allied Wings и с 2005 года по контракту используются для Программы лётной подготовки НАТО на территории Канады (NFTC) в 3-й школе лётной подготовки Канадских вооружённых сил. Использовались Канадскими вооружёнными силами на базе «Лар» в Ларе в Германии и в Канаде в 1980-е годы.
Bell CH-146 Griffon
Девять вертолётов принадлежат компании Allied Wings и с 2005 года по контракту используются для Программы лётной подготовки НАТО на территории Канады (NFTC) в 3-й школе лётной подготовки Канадских вооружённых сил.

## Современная структура
Командующий Королевскими военно-воздушными силами Канады из штаб-квартиры Министерства национальной обороны в Оттаве, провинция Онтарио руководит Королевскими военно-воздушными силами. Командующий 1-й Канадской авиационной дивизии и Канадской зоны НОРАД, которые располагаются на базе «Виннипег», отвечает за оперативное командование деятельностью военно-воздушных сил по всей Канаде и по всему миру. 2-я Канадская авиационная дивизия, созданная в июне 2009 года, состоит из учебных учреждений.
Существует 13 крыльев по всей Канаде, 11 оперативных и 2 учебно-тренировочных. Крылья представляют группировки различных эскадрилий, как оперативных, так и поддержки. Десять крыльев также включают базы канадских вооружённых сил и их оперативные и вспомогательные подразделения.
Звание генерала имеет офицер воздушных сил, выступающего в качестве начальника штаба обороны. Командующий Королевскими военно-воздушными силами Канады имеет звание генерал-лейтенанта. Авиационными дивизиями командуют генерал-майоры. Бригадные генералы, как правило, вторые по старшинству в руководстве дивизии. Крыльями командуют полковники. Эскадрильи находятся под командованием генерал-полковников. Майоры, как правило, вторые по старшинству в руководстве эскадрилий, или командиры звеньев. Капитаны, лейтенанты, и вторые лейтенанты — младшие офицеры в эскадрильях и штабах Королевских военно-воздушных сил Канады.

### 1-я Канадская авиационная дивизия
1-е крыло Кингстон
Управляемое с базы Канадских вооружённых сил «Кингстон», 1-е крыло обеспечивает авиационную поддержку войск и боевой техники в любой точке мира. Его тактические вертолетные эскадрильи разбросаны по всей Канаде, шесть имеют на вооружении вертолёты CH-146 Griffon и одна (450-я) — вертолёты CH-147F Chinook.
- 400-я тактическая вертолётная эскадрилья (базируется на авиабазе «Борден», провинция Онтарио)
- 403-я вертолётная учебная эскадрилья боевой подготовки (базируется на авиабазе «Гейджтаун», провинция Нью-Брансуик)
- 408-я тактическая вертолётная эскадрилья (базируется на авиабазе «Эдмонтон», провинция Альберта)
- 427-я авиационная эскадрилья специального назначения (базируется на авиабазе «Петавава», провинция Онтарио)
- 430-я тактическая вертолётная эскадрилья (базируется на авиабазе «Валькартье», провинция Квебек)
- 438-я тактическая вертолётная эскадрилья (базируется в Аэропорту Монреаль/Сент-Юбер в Лонгёй, провинция Квебек)
- 450-я тактическая вертолётная эскадрилья (базируется на авиабазе «Петавава», провинция Онтарио)

3-е крыло Баготвилль
База «Баготвилль» расположена в Ла-Бе в регионе Сагеней — Озеро Сен-Жан провинции Квебек. Помимо обеспечения боевых задач, оно также осуществляет поисково-спасательную службу.
- 3-я авиационная ремонтная эскадрилья
- 414-я эскадрилья РЭБ (базируется в Аэропорту Гатино — Оттава, имеет на вооружении самолёты Dornier Alpha Jet, предоставленные по контракту компанией Discovery Air Defence Services)
- 425-я тактическая истребительная эскадрилья (имеет на вооружении самолёты CF-18 Hornet)
- 439-я эскадрилья боевого обеспечения (имеет на вооружении вертолёты CH-146 Griffon)
- 12-я эскадрилья РЛ дозора

4-е крыло Колд-Лейк
База «Колд-Лейк» больше всех других баз занята истребительной авиацией. На ней проводится обучение пилотов истребителей. 4-е крыло привлекает лучшие экипажи истребителей из разных стран мира для ежегодного учебного воздушного боя — Maple Flag. Полигон  для испытания авиационного вооружения Колд-Лейк (CLAWR), севернее базы, — единственный тактический бомбардировочный полигон в западной Канаде. Миллион гектар занимает Испытательный полигон Примроз-Лейк, основной полигон 4-го крыла для обучения тактической транспортной авиации.
- 1-я авиационная ремонтная эскадрилья
- 409-я тактическая истребительная эскадрилья (имеет на вооружении самолёты CF-18 Hornet)
- 410-я тактическая истребительная учебная эскадрилья боевой подготовки (имеет на вооружении самолёты CF-18 Hornet)
- 417-я эскадрилья боевого обеспечения (имеет на вооружении вертолёты CH-146 Griffon)
- 42-я эскадрилья РЛ дозора
- 10-я эскадрилья полевой технической подготовки

5-е крыло Гус-Бей
Находится в районе Лабрадор. Здесь обучаются тактическим полётам на сверхнизкой высоте отряды из некоторых стран НАТО. Полигон для испытания вооружения Гус-Бей — единственный тактический бомбардировочный полигон в восточной Канаде. Занимая тринадцать миллионов гектар полигон включает в себя полигон для обучения полётам на сверхнизкой (до 30 метров над уровнем земли) высоте, зону для сверхзвуковых полётов и бомбардировочный полигон для обычного и высокоточного оружия. База «Гус-Бей» является оперативной базой развёртывания НОРАД и аэродромом военной и гражданской авиации в восточной Канаде.
- 444-я эскадрилья боевого обеспечения (имеет на вооружении вертолёты CH-146 Griffon)

8-е крыло Трентон
8-е крыло — центр канадских авиационных сил воздушных перебросок для снабжения высоких широт Арктики и перевозки техники и войск по Канаде и всему миру. Отвечает за поисково-спасательную службу в центральной Канаде. На базе «Трентон» расквартированы Эскадрилья воздушно-космических систем и инженерного обеспечения телекоммуникации, Центр усовершенствованной борьбы Армии Канады (CAAWC) и Парашютная команда «Небесные ястребы» Армии Канады, Центр воздушно-космической борьбы Вооружённых сил Канады (CFAWC), Объединенный спасательный координационный центр, Оперативный коммуникационный центр поисково-спасательной сети.
- База «Алерт» в Алерте, территория Нунавут
- 412-я транспортная эскадрилья (имеет на вооружении самолёты CC-144 Challenger. Базируется в Международном аэропорту имени Макдональда — Картье.)
- 424-я транспортно-спасательная эскадрилья (имеет на вооружении вертолёты CH-146 Griffon)
- 426-я транспортная учебная эскадрилья (имеет на вооружении самолёты CC-130 Hercules)
- 429-я транспортная эскадрилья (имеет на вооружении самолёты CC-17 Globemaster III)
- 436-я транспортная эскадрилья (имеет на вооружении самолёты CC-130J Super Hercules)
- 437-я транспортная эскадрилья (имеет на вооружении самолёты CC-150 Polaris)
- 2-я авиационная ремонтная эскадрилья
- 8-я авиационная эскадрилья связи и контроля
- 8-я авиационная ремонтная эскадрилья
- 8-е авиационное резервное звено

9-е крыло Гандер
Осуществляет поисково-спасательную службу на огромной территории в восточной Канаде и западной части Атлантического океана, включая низкие широты Арктики, Ньюфаундленд и Лабрадор, Приморские провинции и в северной Атлантике от берегов острова Ньюфаундленд до меридиана 30 градусов западной долготы.
- 103-я эскадрилья поисково-спасательной службы (имеет на вооружении вертолёты CH-149 Cormorant)
- 91-е инженерно-строительное звено
- 9-е авиационное резервное звено
- Авиационное резервное звено Деташемент Торбей

12-е крыло Шируотер
Центр военно-морской авиации в Канаде. Имеет на вооружении вертолёты CH-124 Sea King, поддерживает Королевский канадский военно-морской флот вертолётными отрядами для боевых надводных кораблей Военно-морские сил в Атлантическом и Тихом океане.
- 12-я авиационная ремонтная эскадрилья
- 406-я морская учебная эскадрилья боевой подготовки
- 423-я морская вертолётная эскадрилья
- 443-я морская вертолётная эскадрилья (базируется в Международном аэропорту Виктория, провинция Британская Колумбия.)

14-е крыло Гринвуд
База «Гринвуд» находится в регионе Аннаполис-Вэлли провинции Новая Шотландия. 14-е крыло патрулирует Атлантический океан и осуществляет поисково-спасательную службу в Приморских провинциях, восточном Квебеке и восточной Арктике.
- 14-я авиационная ремонтная эскадрилья
- 404-я эскадрилья морских патрульных и учебных самолётов (имеет на вооружении самолёты CP-140 Aurora)
- 405-я эскадрилья морских патрульных самолётов (имеет на вооружении самолёты CP-140 Aurora)
- 413-я транспортно-спасательная эскадрилья (имеет на вооружении самолёты CC-130 Hercules и вертолёты CH-149 Cormorant)
- 14-я эскадрилья инженерно-программного обеспечения
- 14-е авиационное резервное звено
- Морская группа испытаний и оценки (MP&EU)

17-е крыло Виннипег
На базе «Виннипег» расквартированы 1-я школа лётной подготовки Канадских вооружённых сил (1 CFFTS) и 402-я эскадрилья «город Виннипег» 2-й Канадской авиационной дивизии, а также штаб-квартира 1-й и 2-й авиадивизий.
- 435-я транспортно-спасательная эскадрилья (имеет на вооружении самолёты CC-130 Hercules)
- 440-я транспортная эскадрилья (базируется в Аэропорту Йеллоунайф, Северо-Западные территории, имеет на вооружении самолёты CC-138 Twin Otter)
- 17-е авиационное резервное звено
- Передовой пункт базирования Йеллоунайф

19-е крыло Комокс
База «Комокс» расположена на острове Ванкувер. 407-я эскадрилья обеспечивает патрулирование Тихого океана и арктической и западной областей Канады. 442-я эскадрилья осуществляет поисково-спасательную службу в Британской Колумбии, Юконе и в северной части Тихого океана. База также используется для обучения лётчиков-истребителей тактическим операциям на ближайших полигонах.
- 19-я авиационная ремонтная эскадрилья
- 407-я эскадрилья морских патрульных самолётов дальнего действия (имеет на вооружении самолёты CP-140 Aurora)
- 442-я транспортно-спасательная эскадрилья (имеет на вооружении самолёты CC-115 Buffalo и вертолёты CH-149 Cormorant)

22-е крыло Норт-Бей
Является весомым вкладом Канады в систему Командование воздушно-космической обороны Северной Америки (NORAD). Персонал базы следит за воздушным и космическим пространством над Канадой 24 часа в сутки, используя самые передовые сенсоры, компьютеры и средства связи.
- 21-я эскадрилья контроля и оповещения об объектах в атмосфере и космическом пространстве
- 51-я оперативная учебная эскадрилья контроля и оповещения об объектах в атмосфере и космическом пространстве
- 2-й деташемент 1-й воздушной армии Военно-воздушных сил США
- 22-е авиационное резервное звено
- Оркестр 22-го крыла

### 2-я Канадская авиационная дивизия
Создана 25 июня 2009 года. Штаб-квартира находится рядом с штаб-квартирой 1-й Канадской авиационной дивизии на базе «Виннипег». Командующий 2-й Канадской авиационной дивизией, бригадный генерал Брюс Плугман отвечает за всё обучение служащих в ВВС.
15-е крыло Мус-Джо
- 2-я школа лётной подготовки Канадских вооружённых сил (2 CFFTS; осуществляет Программу лётной подготовки НАТО на территории Канады (NFTC). Использует по контракту самолёты CT-156 Harvard II и CT-155 Hawk, принадлежащие компании Bombardier)
- 3-я школа лётной подготовки Канадских вооружённых сил (3 CFFTS; базируется в Аэрокосмическом центре Южного аэропорта в Портидж-ла-Прери, провинция Манитоба. Использует по контракту самолёты Grob G 120A, C-90B King Air, вертолёты CH-139 Jet Ranger и CH-146 Griffon, принадлежащие компании Allied Wings)
- 419-я тактическая истребительная учебная эскадрилья (осуществляет Программу лётной подготовки НАТО на территории Канады (NFTC). Использует по контракту самолёты CT-155 Hawk, принадлежащие компании Bombardier)
- 15-я эскадрилья управления воздушным пространством
- Пилотажная группа Канадских вооружённых сил Snowbirds (431-я демонстрационная эскадрилья; использует самолёты CT-114 Tutor)

16-е крыло Борден
На базе «Борден» расположен крупнейший учебный центр Канадских вооружённых сил. В школах 16-го крыла служащие ВВС получают техническое образование и повышение квалификации. База является исторической колыбелью Королевских военно-воздушных сил Канады. 400-я тактическая вертолётная эскадрилья 1-го крыла расквартирована на аэродроме базы «Борден».
- Школа авиакосмических технологий и инжиниринга Канадских вооружённых сил (CFSATE)

Подготавливает офицеров для авиационно-космической техники и квалифицированных технических специалистов различных профессий для обеспечения исправности самолёта.
- Академия командного состава авиации (ACA)
- Школа патрулирования воздушно-космического пространства Канадских вооружённых сил (CFSACO)

Центр подготовки военно-воздушных сил
- Школа подготовки выживания и авиационной медицины Канадских вооружённых сил (CFSSAT)
- Школа поисково-спасательной службы Канадских вооружённых сил (CFSSAR)
- Школа изучения воздушно-космического пространства Канадских вооружённых сил (CFSAS)
- Центр отбора лётных экипажей Канадских вооружённых сил (CFASC, находится на базе «Трентон»)
- 1-я школа лётной подготовки Канадских вооружённых сил (1 CFFTS; находится на базе «Виннипег»)
- 402-я эскадрилья «город Виннипег» (находится на базе «Виннипег». Использует самолёты CT-142 Dash 8)

## Знаки различия
Главнокомандующий Канадскими вооружёнными силами
| Нарукавный шеврон и погон |                   |
| Воинское звание           | Главнокомандующий |
| Аббревиатура              | C-in-C            |

Офицеры
| Код НАТО        | Student Officer | OF-1             | OF-1      | OF-2    | OF-3  | OF-4         | OF-5      | OF-6              | OF-7          | OF-8              | OF-9    | OF-10           |
| --------------- | --------------- | ---------------- | --------- | ------- | ----- | ------------ | --------- | ----------------- | ------------- | ----------------- | ------- | --------------- |
| Погон           |                 |                  |           |         |       |              |           |                   |               |                   |         | Нет эквивалента |
| Воинское звание | Курсант         | Второй лейтенант | Лейтенант | Капитан | Майор | Подполковник | Полковник | Бригадный генерал | Генерал-майор | Генерал-лейтенант | Генерал |                 |
| Аббревиатура    | OCdt            | 2Lt              | Lt        | Capt    | Maj   | LCol         | Col       | BGen              | MGen          | LGen              | Gen     |                 |

Военнослужащие рядового и сержантского состава
| Код НАТО        | OR-1                     | OR-2                      | OR-3                        | OR-4   | OR-5          | OR-6    | OR-7          | OR-8                 | OR-9                  |
| --------------- | ------------------------ | ------------------------- | --------------------------- | ------ | ------------- | ------- | ------------- | -------------------- | --------------------- |
| Погон           |                          |                           |                             |        |               |         |               |                      |                       |
| Воинское звание | Рядовой авиации (Рекрут) | Рядовой авиации (Базовый) | Рядовой авиации (Обученный) | Капрал | Мастер-капрал | Сержант | Уорент-офицер | Мастер-уорент-офицер | Главный уорент-офицер |
| Аббревиатура    | Avr(R)                   | Avr(B)                    | Avr(T)                      | Cpl    | MCpl          | Sgt     | WO            | MWO                  | CWO                   |